# Humanistische Grundschule Fürth
Die Humanistische Grundschule Fürth ist eine freie Privatschule der Humanistischen Vereinigung. Sie wurde 2008 eröffnet und ist damit die erste und bislang einzige weltlich-humanistische Grundschule in Deutschland.

## Geschichte
2004 beantragte die Humanistische Vereinigung, damals noch als HVD Nürnberg, die Genehmigung einer reformpädagogischen Grundschule in der Fürther Waldstraße. Dieser Antrag wurde von der zuständigen Regierung des Bezirks Mittelfranken zunächst mit der Begründung abgelehnt, dass kein besonderes pädagogisches Interesse an einer solchen Schule bestünde. Eine Klage gegen die Ablehnung wurde vom Verwaltungsgericht Ansbach abgewiesen.
Am 1. April 2008 fand die Berufungsverhandlung vor dem Bayerischen Verwaltungsgerichtshof (VGH) in München statt – mit dem Ergebnis, dass der VGH das Ansbacher Urteil und den Ablehnungsbescheid der Regierung Mittelfranken aufhob. Der VGH forderte von der Regierung eine Neuentscheidung, die das besondere pädagogische Interesse des eingereichten Konzepts anerkenne. Revision wurde nicht zugelassen.
Am 17. September 2008 begann die Humanistische Grundschule den Unterrichtsbetrieb mit zunächst 36 Schülern. Der Unterricht fand provisorisch in einem zweistöckigen Bau statt, der heute den Humanistischen Kindergarten Fürth-Waldstraße beherbergt. Im Herbst 2012 war Baubeginn für das neue Schulgebäude, das nach knapp zweijähriger Bauzeit im Juli 2014 eröffnet wurde. Zusammen mit dem angeschlossenen Hort, dem benachbarten Kindergarten und der Humanistischen Kinderkrippe Fürth-Am Marsweg bildet die Schule den Humanistischen Bildungscampus Fürth.
Im Schuljahr 2015/16 besuchten 100 Schüler die Humanistische Grundschule. Verteilt sind sie auf vier jahrgangsgemischte Gruppen, denen jeweils eine Lehrkraft und ein Sozialpädagoge zur Seite stehen. Jeder Gruppe stehen jeweils zwei nach didaktischen Gesichtspunkten geordnete Räume zur Verfügung, in denen Einzelarbeit, Partnerarbeit, Kreisgespräche und forschendes Lernen parallel nebeneinander ermöglicht werden.

## Pädagogik und Ziele
Die Humanistische Grundschule Fürth ist eine reformpädagogische Schule, ihr Konzept fußt unter anderem auf den Arbeiten und Erkenntnissen von John Dewey, Peter Petersen, Maria Montessori und dem radikallibertären Pädagogen Alexander Sutherland Neill. Die moderne Humanistische Pädagogik entwickelte in der von Neill beeinflussten „Freie Schulen“-Bewegung ein praktikables Methodensystem ganzheitlichen Lernens für die verschiedenen Schulstufen.